# Czechowo (województwo pomorskie)
Czechowo – osada leśna w Polsce, w województwie pomorskim, w powiecie starogardzkim, w gminie Kaliska
Miejscowość wchodzi w skład sołectwa Iwiczno.
Do 2023 miejscowość była osadą wsi Iwiczno.
Osada Czechowo jest położona nad wschodnim brzegiem jeziora Trzechowo, na południe od wsi Iwiczno, zamykając jednocześnie ulicę Wczasową, położoną w sołectwie Iwiczno. Jest to jedyna osada o takiej nazwie w Polsce, choć istnieją miejscowości o nazwach zbliżonych, jak np. Czechel, Czechów, Czechnów, Czechówka, Czechwo, Czech i Czechy. 
Trudno dzisiaj powiedzieć skąd osada przyjęła taką nazwę i w jakim okresie to nastąpiło, albowiem nawet w księgach parafii Zblewo, brak adnotacji dotyczącej nazwy Czechowo. Jedynym dowodem wskazującym na istnienie osady Czechowo, ściślej mówiąc leśniczówki o takiej nazwie, są powojenne mapy, na których obok nazwy Trzechowo, wymienia się również Czechowo.
Dzisiaj w Czechowie nad jeziorem Trzechowskim oprócz siedliska mieszkalnego byłej leśniczówki, znajduje się Ośrodek Wypoczynkowy oraz pole namiotowe. 
Na brzegu jeziora Trzechowskiego w Czechowie stoi obelisk upamiętniający tragedię matki i syna, którzy utonęli razem w tym miejscu.
W latach 1945–1975 miejscowość administracyjnie należała do tzw. dużego województwa gdańskiego, a w latach 1975-1998 do tzw. małego województwa gdańskiego.